# Echo & the Bunnymen

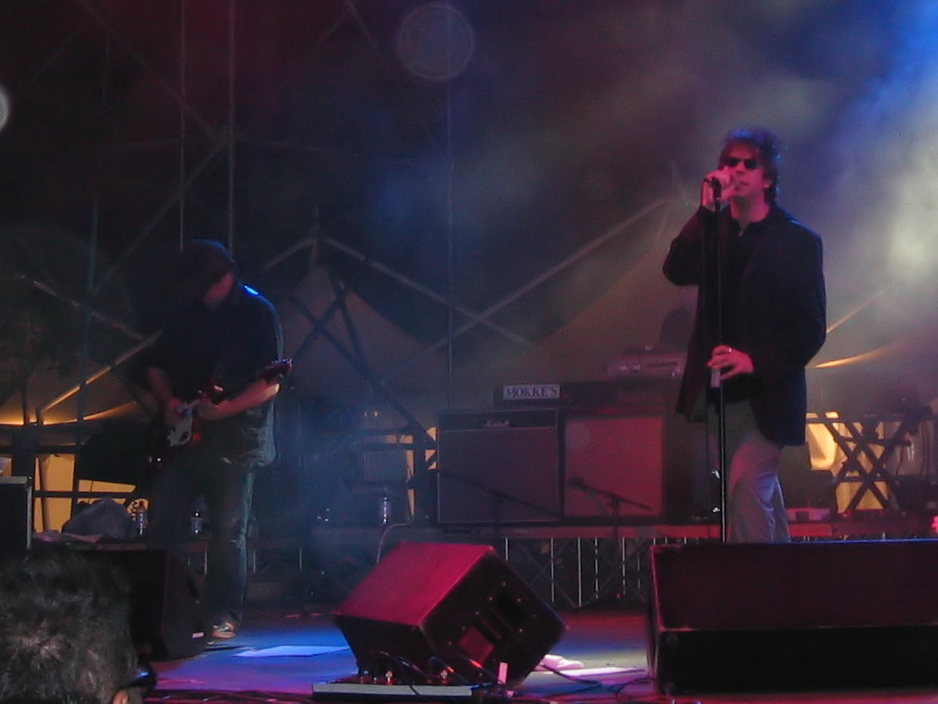
Echo & the Bunnymen, 2005

Echo & the Bunnymen — впливова англійська рок-група, що утворилася в 1978 році в Ліверпулі, Англія, та виконувала похмурий пост-панк з психоделічними мотивами, зазначеними чуттєвим вокалом фронтмена Іена Маккаллоха, його ж поетичними експериментами, а також гітарним мінімалізмом Уїлла Сарджента, який володів здатністю з мінімуму складових створювати насичені звукові полотна. З жовтня 1979, року склад гурту складався: Іен Маккаллох, гітара вокал, Уїлл Сарджент, гітара, Лес Паттінсон, бас гітара, Піт де Фрейтас, барабани. 
Комерційний прорив у Британії група здійснила з альбомом Porcupine (1983) і синглами з нього: «The Back Of Love», і «The Cutter» . Альбом «Ocean Rain», що одержав захоплені рецензії, піднявся до 4 місця в Британії і до 89 в Billboard 200. Також одним з найвідоміших синглів гурту стала пісня «The Game» (1987).

## Склад гурту
- Іен Маккаллох — вокал
- Уїлл Сарджент — гітара
- Стівен Бреннан — бас гітара
- Горді Гоуді — гітара
- Кері Джеймс — клавішні
- Ніколас Килрой — ударні

### Колишні музиканти
- Піт де Фрейтас — барабани (1979–1989, помер 1989)
- Лес Паттінсон — бас гітара (1978–1999)

## Дискографія

### Студійні альбоми
- Crocodiles (1980)
- Heaven Up Here (1981)
- Porcupine (1983)
- Ocean Rain (1984)
- Echo & the Bunnymen (1987)
- Reverberation (1990)
- Evergreen (1997)
- What Are You Going to Do with Your Life? (1999)
- Flowers (2001)
- Siberia (2005)
- The Fountain (2009)
- Meteorites (2014)

### Живі альбоми
- BBC Radio 1 Live in Concert (1992)
- Live in Liverpool (2002)
- Instant Live: Fillmore – San Francisco, CA, 12/5/05 (2006)
- Instant Live: House of Blues – West Hollywood, CA, 12/6/05 (2006)
- Instant Live: House of Blues – Anaheim, CA, 12/7/05 (2006)
- Instant Live: House of Blues – San Diego, CA, 12/9/05 (2006)
- Me, I'm all Smiles (2006)
- Breaking the Back of Love (2008)
- Ocean Rain Live 2008 (2009)
- Do It Clean (2011)

### Збірки
- Songs to Learn & Sing (1985)
- The Cutter (1993)
- Ballyhoo (1997)
- Crystal Days: 1979–1999 (2001)
- Seven Seas (2005)
- More Songs to Learn and Sing (2006)
- Killing Moon: The Best of Echo & the Bunnymen (2007)
- B-sides & Live (2007)
- The Works (2008)

### Міні-альбоми
- Shine So Hard (1981)
- The Sound of Echo (1984)
- Life at Brian's – Lean and Hungry (1984)
- The Peel Sessions (1988)
- New Live and Rare (1988)
- World Tour E.P. (1997)
- Avalanche (2000)
- Live from Glasgow (2009)